# Sebastes maliger
Sebastes maliger är en fiskart som först beskrevs av David Starr Jordan & Charles Henry Gilbert, 1880.  Sebastes maliger ingår i släktet Sebastes och familjen kungsfiskar. Inga underarter finns listade i Catalogue of Life.